# Moja dziewczyna wychodzi za mąż
Moja dziewczyna wychodzi za mąż – komedia romantyczna z 2008 wyreżyserowana przez Paula Weilanda. Scenariusz do filmu napisali Deborah Kaplan, Harry Elfont, Adam Sztykiel. Był to ostatni film, w którym zagrał Sydney Pollack.

## Opis fabuły
Tom i Hannah są najlepszymi przyjaciółmi. Tom jest seksowny i bogaty, co tydzień jest z inną dziewczyną. Hannah skupia się na karierze w muzeum sztuk. Kiedy Hannah udaje się do pracy do Szkocji, Tom odkrywa, że ją kocha, i postanawia powiedzieć jej o swoich uczuciach, kiedy wróci. Po powrocie Hannah zaskakująco zapowiada że jest zaręczona z bogatym Szkotem Colinem. Hannah prosi Toma, żeby został jej drużbą do ślubu. Tom zgadza się, ale tylko po to aby spróbować ją odwieść od tego pomysłu. 

## Obsada
- Patrick Dempsey jako Tom
- Michelle Monaghan jako Hannah
- Kevin McKidd jako Colin McMurray
- Kadeem Hardison jako Felix
- Chris Messina jako Dennis
- Richmond Arquette jako Gary
- Busy Philipps jako Melissa
- Whitney Cummings jako Stephanie
- Kathleen Quinlan jako Joan
- Sydney Pollack jako Thomas Sr.
- James Sikking jako Wielebny Foote
- Kevin Sussman jako Facet w ciasnych spodenkach
- Beau Garrett jako Gloria
- Valerie Edmond jako Kuzynka Kelly
- Hannah Gordon jako Matka Colina
- Eoin McCarthy jako Kuzyn Ewan
- Clive Russell jako Kuzyn Finlay
- Mary Birdsong jako Sharon
- Elisabeth Hasselbeck jako Elisabeth Hasselbeck
- Jaime Ray Newman jako Arielle
- Murray McArthur jako Kierowca w Szkocji